# Cinco Bayou
Cinco Bayou – miasto w Stanach Zjednoczonych, w stanie Floryda, w hrabstwie Okaloosa.